# Национальная библиотека Норвегии
Национальная библиотека Норвегии  (норв. Nasjonalbiblioteket) — главная научная библиотека Норвегии, расположенная в городе Осло. Национальная библиотека Норвегии получает обязательный экземпляр всех публикаций, которые появляются в печати в Норвегии. Основана в 1988 году.

## История
История национальной библиотеки Норвегии тесно связана с историей самого государства, которое получило независимость только в 1905 году, выйдя из союза со Швецией. В 1815 году после отделения от Дании, функции национальной библиотеки были предоставлены библиотеке университета Осло. С 1883 года началась публикация национальной библиографии.
Полноценная национальная библиотека была создана лишь в конце XX века — в 1988 году. Норвежский парламент проголосовал за создание библиотеки в столице страны — Осло. В 1999 году университетская библиотека была переформирована и некоторые отделы перешли в подчинение к национальной библиотеке. 15 августа 2005 года было открыто новое помещение национальной библиотеки. В 2005 году именно в Осло проводился семьдесят первый конгресс Международной федерации библиотечных ассоциаций и учреждений.

## Фонды библиотеки
- 2 900 000 книг и журналов
- 135 000 карт
- 30 000 рукописей
- 50 000 микрофильмов
- 200 000 оцифрованных изображений (фото)

К древнейшим документам библиотеки принадлежат Молитвенник с Хедмарка (XIII в.) и свод законов норвежского короля Магнуса Лагабете (Магнус VI) «Magnus Lagabøters Landslov» (XIV в.). Здесь хранятся письма норвежского писателя Генрика Ибсена, а также рукописи Кнута Гамсуна и его супружеские переписки, приобретённые библиотекой в 2002 году.

## Коллекции и филиалы

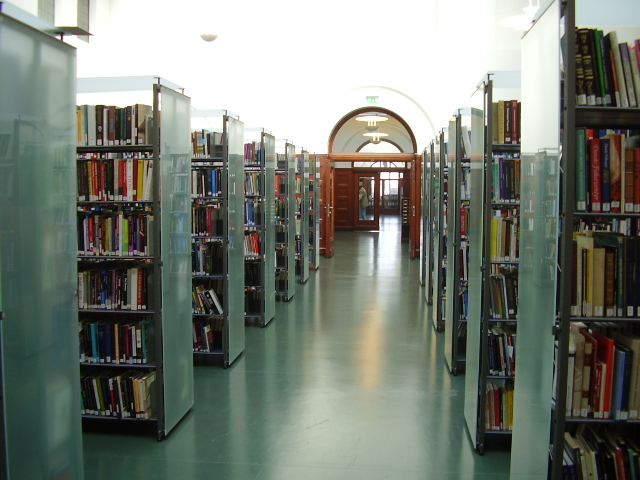
Книгохранилище Национальной библиотеки Норвегии

В 1994 году функции национальной библиотеки перешли из библиотеки университета Осло в недавно образованную библиотеку, которая состоит из двух корпусов.
Главный корпус расположен в центре Осло (Drammensveien 42). Это бывшие помещения университетской библиотеки. Вестибюль библиотеки украшен фресками Густава Вигеланда.
Филиал библиотеки в Му-и-Рана, который был создан в 1989 году, расположен за Полярным кругом. Цель сооружения этого филиала — использовать сухой и холодный климат Арктики для сохранения обязательных экземпляров всех публикаций из Норвегии. Книгохранилище имеет четыре этажа, где расположены 45 км книжных полок.